# ドイツ再軍備宣言
ドイツ再軍備宣言（ドイツさいぐんびせんげん）とは、1935年3月16日にヒトラー政権が、ヴェルサイユ条約の軍事制限条項を破棄し、ドイツの再軍備を宣言したことを指す。

## ヴェルサイユ条約によるドイツの軍備制限
ドイツはヴェルサイユ条約によって、莫大な賠償金、フランス、ポーランド等への領土割譲、ライン河以西の非武装化、国内への国際軍備監視団の受け入れ、更に下記のような軍事制限等を受けていた。
- 陸軍兵力を10万人に制限 騎兵師団3個 歩兵師団7個（戦前の平時には78個師団を擁していた）
- 戦争画策の本拠として陸軍参謀本部を廃止
- 戦車の保有禁止
- 義務兵役制度の廃止
- 海軍も沿岸警備以外は禁止、潜水艦・航空母艦の保有禁止、艦艇の備砲と排水量の制限
- 軍用機の開発・保有禁止

## ヴェルサイユ条約の抜け道
ヴァイマル共和国の歴代の陸軍統帥部長官はハンス・フォン・ゼークトを含め、ヴェルサイユ条約の実質的な形骸化を目指して様々な方法を試みていた。
- 禁止された参謀本部機能を兵務局と呼び換えて温存する。師団以上の編制単位にも指揮官幕僚将校（Führerstabsoffiziere）と呼び換えた参謀将校を置く。
- 兵力が10万人に制限された陸軍の内、将校は4000人が許されていた。そのため、その4000人を旧軍から選りすぐりの優秀な人材として確保する。
- 兵士や下士官に対しても、将来の急速な兵力拡大を可能とするための将校級の教育を施す。
- ポーランド国境線を巡る紛争に暗躍する義勇軍に対し物的・人的に支援する（黒い国防軍と呼ばれた）。
- 1922年のソビエト連邦とのラパッロ条約の秘密条項に基づき、国際監視の届かないソ連領奥地のカザン、リペツクに独自の戦車学校や航空機工場、空軍学校を設け、ドイツ国内で禁止されていた戦車部隊運用、軍用機訓練・ガス兵器の研究を進め、ドイツ将校のみならず、赤軍将校も共に教育を受けさせた。当時、ソ連の赤軍は革命の余波で1920年にはポーランド軍にキエフを占領されるまで弱体化していた。これらドイツ軍学校は赤軍の近代化に大きく貢献した。
- 新型火砲の開発については、スウェーデンやスイスなど第三国との合弁会社を設立させてドイツ国外で開発させたり、国内でも輸出用の名目で開発させ、再軍備宣言後に正式採用した。これらの火砲はヴェルサイユ条約調印前の1918年に開発・正式採用されたように取り繕う欺瞞工作として形式番号を「○.○cm ×× 18」としていることが多い。（8.8 cm FlaK 18、10.5 cm leFH 18、15 cm sFH 18など）
- 海軍は、排水量10,000t以下、主砲28cm以下と限定された範囲内に装甲艦三隻を建造した。ドイッチュラント、アドミラル・グラーフ・シュペー、アドミラル・シェーアである。
- 1933年に民間航空事業の促進を理由に航空省を設け、民間航空操縦士養成学校で将来の軍用機パイロットを養成した。Ju 87急降下爆撃機も当初の開発はスウェーデンで行われている。

## 再軍備宣言後の急速な発展
周到な準備が水面下で進んでいたため、再軍備宣言後は外国から干渉されない独立した普通の軍隊になるべく急速に発展した。
- 義務兵役制を復活（36個師団、50万人）
- 軍帽とスチールヘルメット、軍服の右胸へハーケンクロイツにとまった鷲を図案化した主権紋章をつける。プロイセン派軍部とナチス党の和解の象徴
- 陸軍・海軍・空軍をまとめた国軍の総称の変更：Reichswehr（ヴァイマル共和国軍） → Wehrmacht（ドイツ国防軍）
  - 陸軍の名称変更：Reichsheer → Heer
  - 海軍の名称変更：Reichsmarine → Kriegsmarine
  - 航空省から空軍に：Luftwaffe
- 国防省の名称変更：Reichswehrministerium（国軍省）→ Reichskriegsministerium（戦争省）
- 陸軍総司令部の名称変更（海軍も同様）：Heeresleitung der Reichswehr （陸軍統帥局）→ Oberkommand des Heeres（陸軍総司令部）
- 陸軍参謀本部の名称の復活：Truppenamt（兵務局） → Generalstab（参謀本部）
- 陸軍大学の復活

1936年、スペイン内戦に主として航空部隊、戦車部隊から成るコンドル軍団を派遣してフランコ軍を援助、派遣部隊は実戦経験を積んだ。

## 再軍備の完了を待たずに戦争開始
1939年9月の第二次世界大戦開始時点で陸海空軍全て当初の再軍備計画を完了していなかった。「ポーランドに侵攻しても英仏は参戦しないだろう」とのヒトラーの誤算があった。海軍は1945年頃に向けての再建（Z計画）を図っている状況であり、陸軍も戦車は数量的に僅かであり、主力となるはずであったIII号戦車やIV号戦車の不足で、訓練用の戦車や併合したチェコ製のLT-38を主力として実戦に使用した。空軍のみが時代の先端に達しているという状況であった。
海軍は当時の英海軍の前には比べるまでもなく非力な存在でしかなかった。軍艦建造は短時間で出来るものではない。また、全世界に張り巡らされた大英帝国のネットワークの効果は絶大である。陸軍も兵力数比較では連合国軍に大きく劣っていた。スペイン内戦でもドイツのI号戦車、II号戦車は攻撃力でソ連のT-26に劣っていることが明らかになった。また、急降下爆撃機のゲルニカ空襲の成功は、水平爆撃の非効率を印象付け、後の英米の戦略爆撃機に類するような四発重爆撃機の研究開発を遅らせた。
大戦緒戦における勝利は、スペイン内戦における実戦経験が大きかった。第一次世界大戦による戦争への忌避の風潮が大きかったこの時期において、この実戦経験は得難いものであった。そのうえにドイツ兵器の優秀性のみならず、奇襲による先制攻撃、旺盛な敢闘精神、戦車部隊と急降下爆撃機を立体的に展開した電撃戦等の戦術的な先進性、そしてスペイン内戦の参加による最新の実戦経験がもたらしたものである。しかし、戦争の長期化はドイツの生産能力の限界を露呈し出した。
海軍はヴェーザー演習作戦において艦艇の大量損失を招き、量産が短期間に可能なUボートに依存し、一時的にはイギリスの海上補給線を脅かすが、Uボート対策が採られはじめると、その効果は大きく減じられ、やがてUボートの損失が乗組員の養成を超えるものとなり破綻した。空軍はバトル・オブ・ブリテンに敗北し、独ソ戦でもドイツ軍のIII号戦車やIV号戦車といった主力戦車の砲弾ですらソ連のT-34やKV-1の分厚い装甲の前にことごとく跳ね返された。ソ連軍に恐れられたティーガー戦車も生産数量はわずかで（月産25両）、個別戦線の火消し役的な運用しか出来なかった。空軍はドイツ本土への爆撃に対して、一時的にはアメリカの昼間爆撃を中止させるまでの活躍をしたが、やがて英米の戦闘機の前に屈し全土が焦土と化していく。
結局、空襲を受けながらも高い生産性を維持するが、ドイツの兵器開発・量産能力はソ連とアメリカの圧倒的な生産力の前に屈服するのである。

## ドイツ再軍備年表
- 1919年
  - 6月 ヴェルサイユ条約締結。陸軍兵力10万人以下、将校4,000人以下、航空戦力・大型艦船の保有、航空機・潜水艦・戦車の開発・製造・保有の禁止、重砲や機関銃の保有数の制限など、ドイツ軍の戦力に厳しい制限を課した。
- 1921年
  - 3月 ドイツ帝国軍が「国軍」（Reichswehr、ライヒスヴェーア）として再編成される
- 1922年
  - 1月 クルップ社、ソ連国内にトラクター工場建設
  - 4月16日 独ソ、ラパッロ条約調印。翌年の秘密協定で軍事提携を結ぶ
  - 6月 オランダに海軍技術会社「IvS」（Ingenieurskantoor voor Scheepsbouw、造船設計事務所）設立、潜水艦（Uボート）の開発を再開
- 1927年
  - モスクワ東方カザンに独ソ共同戦車学校開設
- 1929年
  - 装甲艦「ドイッチュラント」起工
- 1931年
  - I号戦車試作型（LaS、農業用トラクター）完成
- 1934年
  - 7月 I号戦車A型、大量生産へ（150輌発注）
- 1935年
  - 3月16日 ヴェルサイユ条約破棄。再軍備宣言。
  - 「空軍」（Luftwaffe、ルフトヴァッフェ）を創設
  - 「国防軍建設のための法律」を公布、将来12個軍団、36個師団の創設を宣言
  - 5月 「秘密国防法」制定、一般兵役義務（徴兵制）の復活を承認させる。「国防軍」（Wehrmacht、ヴェーアマハト）へ名称変更。
  - 6月 沿岸用Uボート「IIA」1号艦完成
  - 10月 装甲師団の編制。
- 1936年
  - 12月　空母「グラーフ・ツェッペリン」起工
  - IV号戦車試作型A型1号車完成
  - MG34多用途機関銃が配備開始
- 1937年
  - 1月 装甲艦「グラーフ・シュペー」就役
- 1938年
  - III号戦車E型（量産型）生産開始
  - IV号戦車B型（量産型）部隊配備開始
- 1939年
  - 9月1日 ポーランド侵攻